# 28794 Crowley
28794 Crowley è un asteroide della fascia principale. Scoperto nel 2000, presenta un'orbita caratterizzata da un semiasse maggiore pari a 2,2451339 au e da un'eccentricità di 0,1876938, inclinata di 7,43683° rispetto all'eclittica.